# 清流国体記念運動公園
清流国体記念運動公園（せいりゅうこくたいきねんうんどうじょう）は、岐阜県加茂郡白川町にある運動公園である。
愛称は大野台パーク。愛称は一般公募から選ばれた。

## 概要
- 第67回国民体育大会（岐阜清流国体）で、白川町の旧・岐阜県立白川高等学校跡地がライフル射撃会場（白川町特設ライフル射撃競技場）として使用された。その後、白川高等学校跡地を白川町が整備し、2014年（平成26年）4月に開園する。

## 施設概要
- 多目的グラウンド

軟式野球1面とサブグラウンドがある。夜間照明あり。
- 体育館

バレーボールコート2面、バスケットボールコート2面の広さがある。
- 格技場

剣道場1面。

## 利用案内
- 住所：岐阜県加茂郡白川町河岐1480番地
- 使用時間：5:30～21:30
- 休園日：年末年始（12月29日～1月3日）　※多目的グラウンドは12月1日～2月末日は使用禁止

## 交通アクセス
- 高山本線「白川口駅」下車、徒歩約35分。